# Francis Rawdon Chesney

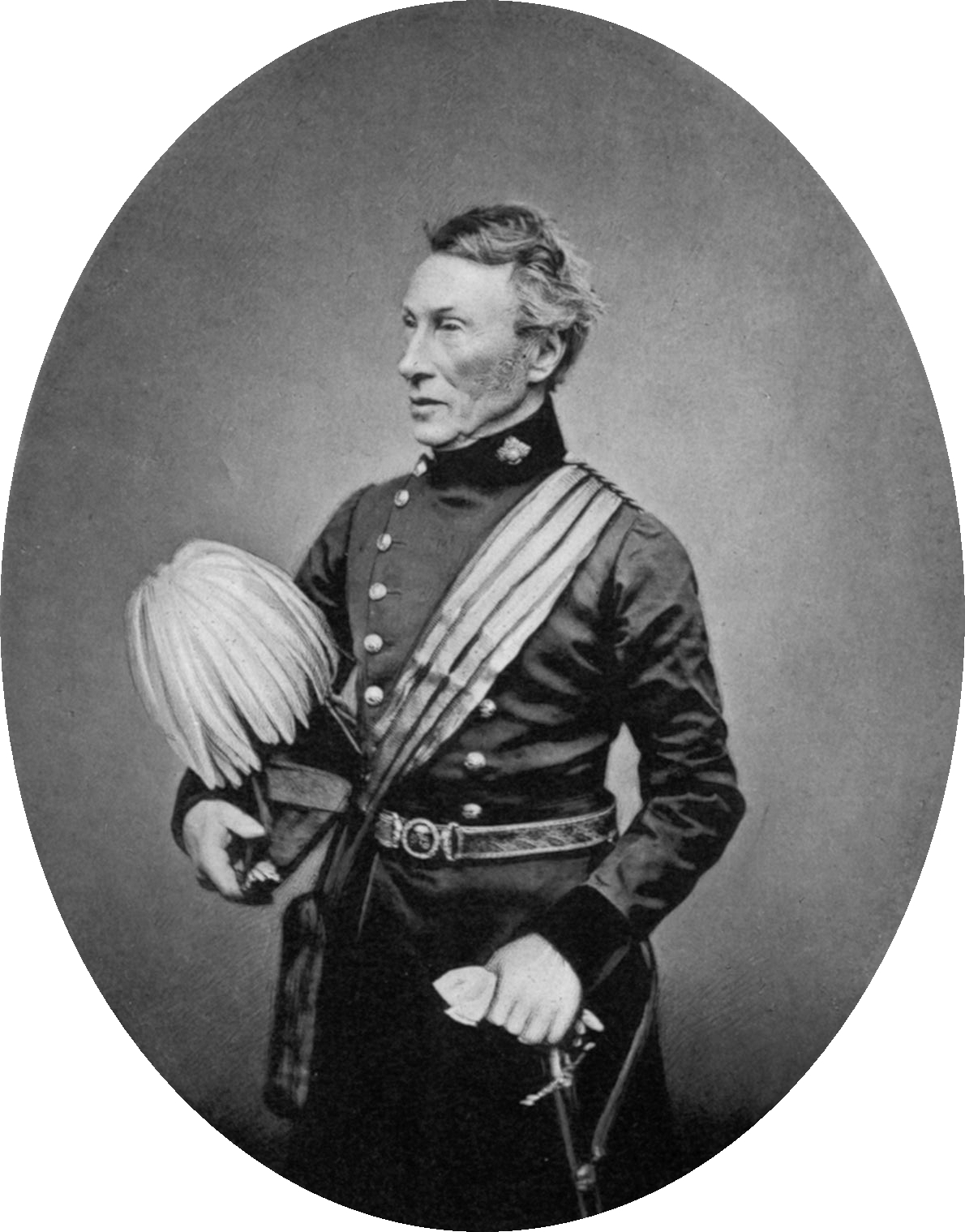
Generał Chesney w 1863

Francis Rawdon Chesney (ur. 16 marca 1789 w Annalong, Irlandia Północna; zm. 30 stycznia 1872 w Mourne, hrabstwo Down) – angielski generał.
Jego projekty przyczyniły się do zbudowania kanału Sueskiego. Przeprowadził badania spławności Eufratu. Nagrodzony Złotym Medalem Królewskiego Towarzystwa Geograficznego, członek Royal Society.